# Ruizantheda mutabilis
Ruizantheda mutabilis är en biart som först beskrevs av Maximilian Spinola 1851.  Ruizantheda mutabilis ingår i släktet Ruizantheda och familjen vägbin. Inga underarter finns listade i Catalogue of Life.